# Шерп (вездеход)
«Шерп» — вездеход-амфибия на шинах сверхнизкого давления. Своё название вездеход получил в честь непальских горных проводников, сопровождающих альпинистов на труднодоступных маршрутах в Гималаях, известных своей выносливостью в горах.
Вездеход выпускается в нескольких модификациях, отличающихся габаритами, размером и количеством колёс, а также, различными дополнительными опциями.
«Шерп» предназначен для передвижения по бездорожью всех типов, включая песок, снег, лёд, болото, каменные россыпи (курумник), бурелом.

## История создания
В основе вездехода «Шерп» лежит конструкция, разработанная в конце 2000-х изобретателем Алексеем Гарагашьяном из Санкт-Петербурга. Один из его вездеходов купил украинский предприниматель Владимир Школьник. Увидев перспективу продаж, Школьник создал производство вездеходов. В 2012 году для доработки концепции до промышленного изделия он создал конструкторское бюро в Киеве. Предполагая основной сбыт в России, в 2014 году организовал производство в Санкт-Петербурге.
В 2014 году было учреждено ООО «Шерп», серийный выпуск снегоболотоходов начат в 2015 году. В том же году «Шерп» был представлен на прошедшей в Москве выставке кроссоверов и внедорожников Moscow Off-Road Show 2015. В феврале 2016 года «Шерп» появляется в шоу Top Gear. Видео с испытаний снегоболотохода стало вирусным, набрало более пяти миллионов просмотров и заинтересовало западные СМИ.
Внезапная популярность машины и напряженность в международных отношениях заставили организовать второе производство «Шерпа» в Киеве. Согласно выводу Киевской торгово-промышленной палаты, за первые 10 месяцев 2018 года киевская площадка произвела 89 машин, численность рабочих 122 человека. Согласно данным производителя, собранные в России вездеходы в основном реализуются на внутреннем рынке России и стран СНГ, произведённые в Киеве вездеходы идут на экспорт по всему миру. В августе 2020 года появилась информация о возможном закрытии украинского производства «Шерп» и переносе его в одну из европейских стран.
Вездеходы «Шерп» закупали МЧС России, ГСЧС Украины и МЧС Беларуси, ПАО «Газпром», структуры ООН, они поставлялись в США, Канаду, Индию.
В феврале 2022 года после вторжения России в Украину, украинская компания, которую возглавляет Владимир Школьник, отозвала патент на производство вездеходов «Шерп» в РФ и право использовать товарный знак. «Отвечая на многочисленные вопросы, сообщаю, что с 25 февраля мы отозвали все патенты и лицензии на сборку в России вездеходов Шерп. Теперь Sherp 100 % украинский», — написал глава компании на своей странице Facebook.
Представитель российского предприятия заявил что патентное право не работает в условиях санкций и потому производство будет продолжено. В августе 2022 производство в России вынуждено было искать новых поставщиков и изменить название на «Архант».
Летом 2022 года компания анонсировала модификацию SHERP N1200. Эта версия предназначена для использования в климатических условиях заполярья: она утеплена, окна закрыты специальной защитной решеткой от белых медведей, появились снегоуборочное оборудование и стойки на крыше для багажа.

## Особенности конструкции
Главными особенностями конструкции вездеходов «Шерп» стали бескамерные шины сверхнизкого давления и пневмоциркуляционная подвеска, разработанная А. Гарагашьяном. Все шины вездехода связаны друг с другом воздушными каналами с изменяемым сечением, которое можно регулировать в широком диапазоне (вплоть до герметичного закрытия). Регулировка осуществляется из кабины вездехода. К примеру, при наезде одного колеса на препятствие система равномерно распределит давление по другим колёсам, заметно повышая возможность первого к деформированию. Конструкция шин и подвески защищена патентами.
Первые «Шерпы» имели стальной несущий кузов. В 2017 году была выпущена новая модель вездехода, получившая название «Шерп Про», с однообъёмным алюминиевым кузовом.
В 2019 году вышла обновлённая модель «Шерпа Про» — «Шерп Макс». Главным её отличием стал увеличенный кузов с откидной передней дверцей, расположенной по центру. Также в 2019 году была анонсирована модель в кузове пикап.
- «Шерп» первого поколения
- Freedom Convoy 2022, Оттава
- «Шерп Про» в австрийских Альпах
- «Шерп» UTV для поисково-спасательных операций
- «Шерп» на выставке в Паттайе (Таиланд)

Для управления «Шерп» оборудуется двумя педалями и двумя рычагами, а также набором приборов контроля. Помимо снега, грязи и болот, вездеход может преодолевать преграды высотой до 100 см. На плаву «Шерп» держится за счёт водоизмещения колёс и герметичности кузова. При движении по воде протектор выполняет роль гребных лопаток.
Машина имеет способность подниматься из воды на лёд. В дисках колёс машины могут монтироваться четыре дополнительных топливных бака ёмкостью по 55 литров каждый.

## Модификации
«Шерп Макс», «Шерп N» и «Шерп 10»:
| Модель вездехода                           | Шерп Макс | Шерп 10                                                               | Шерп N |
| Фото                                       | |                                                                       | |
| Колёсная формула                           | 4х4 | 10х10                                                                 | 4х4 |
| Длина, мм                                  | 3500 | 9632 (платформа 4720)                                                 | 3984 |
| Ширина, мм                                 | 2520 | 2520 (платформа 2210)                                                 | 2520 |
| Высота, мм                                 | 2420 | 2600                                                                  | 3014 |
| Клиренс, мм                                | 600 | 600                                                                   | 600 |
| Максимальная скорость на суше, км/ч        | 40 | 35                                                                    | 40 |
| Максимальная скорость на воде, км/ч        | 6 | 6                                                                     | 6 |
| Крутизна преодолеваемого подъёма, градусов | 35 | 40                                                                    | 35 |
| Высота преодолеваемого препятствия, см     | 100 | 150                                                                   | 100 |
| Двигатель                                  | Kubota V1505-t                                                                                                  | Cummins ISF 2.8                                                       | Doosan D18 |
| Тип топлива                                | дизель | дизель                                                                | дизель |
| Трансмиссия                                | 6-ступенчатая, механическая                                                                                     | 5-ступенчатая, механическая                                           | 6-ступенчатая, механическая |
| Тип шин                                    | Бескамерные, сверхнизкого давления                                                                              | Бескамерные, сверхнизкого давления                                    | Бескамерные, сверхнизкого давления |
| Размер шин, мм                             | 1600 х 600 — 25"                                                                                                | 1600 х 600 — 25"                                                      | 1800 х 600 — 25" |
| Подвеска                                   | Пневматическая, циркуляционная                                                                                  | Пневматическая, циркуляционная                                        | Пневматическая, циркуляционная |
| Грузоподъемность, кг                       | 1000 | На переднюю секцию — 500, на заднюю секцию до 3000                    | 1200 |
| Вместимость                                | Кабина, оборудованная ремнями безопасности — 2 чел. Кунг, спальных мест на 2 чел. Пассажировместимость — 6 чел. | Кабина — 4 чел. Кунг — в зависимости от исполнения (Всего до 22 чел.) | Кабина, оборудованная ремнями безопасности — 2 чел. Дополнительно до 7 сидений Кунг, спальных мест на 2 чел. Пассажировместимость — до 9 чел. |

Также был разработан для «Шерпа» прицеп.